# Бутовская улица
Бу́товская у́лица — улица на юге Москвы в районе Бирюлёво Восточное. Берёт начало от Прохладной улицы и заканчивается неподалёку от Липецкой улицы. Нумерация домов начинается от Прохладной улицы, все дома имеют индекс 115516. Код улицы — 02690.

## История
В бывшем дачном посёлке Ленино-Дачное, на территории которого она расположена, улица называлась «Почтовая». В 1965 году она была переименована по подмосковному посёлку Бутово, располагавшемуся южней МКАД, название которого произошло от разработок бутового камня.

## Здания и сооружения
- Рядом с улицей расположен пруд-отстойник «Городня-1», для очистки вод реки Городня, который в 2010—2011 году был реконструирован[4].

## Транспорт

### Автобус
По Бутовской улице наземный общественный транспорт не проходит. К началу улицы подходят автобусы м82, с854.

### Метро
- Станция метро «Царицыно» Замоскворецкой линии.

### Железнодорожный транспорт
- Станция Царицыно Курского направления Московской железной дороги.